# Espace naturel protégé d'intérêt local Stagni di Focognano
L'Espace naturel protégé d'intérêt local Stagni di Focognano (en italien : Area naturale protetta di interesse locale Stagni di Focognano) est une grande zone humide située dans la commune de Campi Bisenzio de la ville métropolitaine de Florence, en Toscane,.
La réserve naturelle occupe une superficie de 152 hectares et elle est confiée au WWF italien.

## Territoire

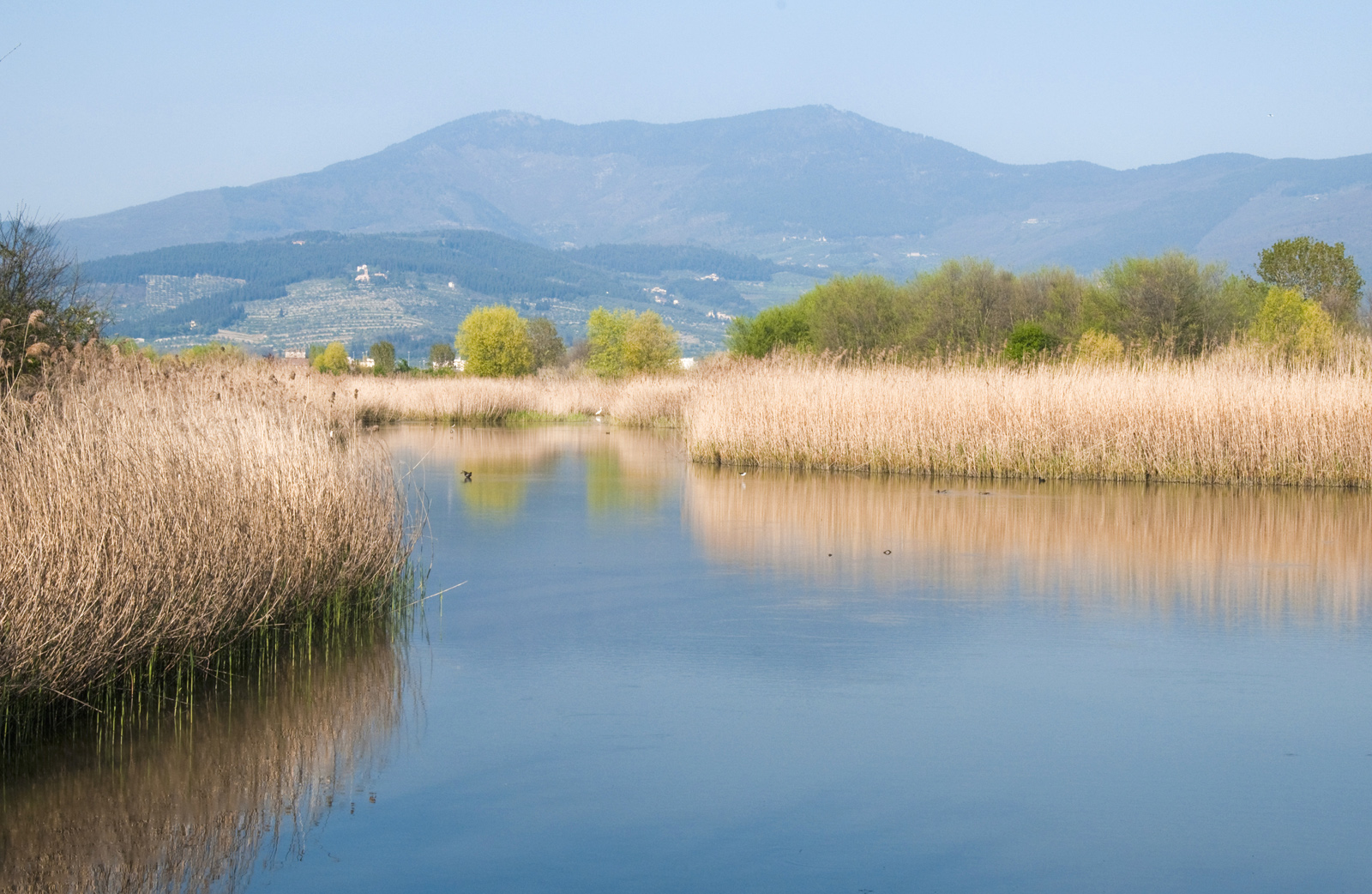
Etang de Focognano.

Situés sur des terres d'origine holocène, les étangs de la réserve sont à la fois d'origine naturelle, vestiges des anciens marais qui couvraient la plaine Florence-Prato-Pistoia, la plaine marécageuse située à l'ouest de Florence, et d'origine artificielle, formés en les trous laissés par l'excavation des matériaux terreux pour construire les infrastructures à proximité (autoroutes A1 et A11, voie ferrée) et pour couvrir la décharge de Case Passerini. C'est pour cette raison que la zone de Focognano a non seulement une valeur environnementale mais aussi historique, étant l'une des rares zones de la plaine à avoir conservé son aspect marécageux d'origine, qui a presque complètement disparu après les assainissements hydrauliques de la période fasciste et l'urbanisation de la région dans la deuxième moitié du XXe siècle.

## Faune
La zone est une étape fondamentale pour les oiseaux migrateurs car elle se trouve sur l'une des voies navigables, les itinéraires suivis lors de leurs déplacements saisonniers. Mais elle représente également un lieu idéal pour l'hivernage de nombreuses espèces, offrant abri et nourriture aux animaux résidents.
Parmi les oiseaux migrateurs qui utilisent les étangs comme pause migratoire, on retrouve de nombreuses espèces de canards : le canard colvert, le canard siffleur, le canard pilet, la sarcelle d'hiver et le canard souchet, le fuligule milouin et la sarcelle d'été.
Il existe également de nombreuses espèces d'oiseaux aquatiques : la barge à queue noire, le chevalier aboyeur, le chevalier stagnatile, le chevalier gambette, la grande Aigrette, le bihoreau gris, l'aigrette garzette, le héron cendré, le crabier chevelu, le héron garde-bœufs et le héron pourpré. De rares rencontres ont également eu lieu avec la cigogne.
Parmi les espèces qui y nichent, nous avons l'échasse blanche, symbole de l'oasis, le grèbe huppé, le grèbe castagneux, le petit butor, la rousserolle effarvatte, la rousserolle turdoïde et le martin-pêcheur d'Europe.
De nombreux oiseaux de proie, diurnes et nocturnes, sont fréquents : la chouette effraie , la chevêche d'Athéna, la chouette hulotte, le busard des roseaux, la buse variable, le circaète Jean-le-Blanc, le faucon pèlerin et les crécerelles.
Les amphibiens comme la rainette, les tritons, habitués des zones humides, sont hébergés dans de petites surfaces marécageuses et des mares spécialement créées et équipées de micro-abris.
Dans les zones herbeuses, on trouve quelques reptiles comme la couleuvre à collier, la couleuvre vipérine couleuvre verte et jaune et le lézard vert.

## Flore
À l'intérieur de l'oasis se développe et est encore préservée la végétation typique des marais, composée principalement de arundo donax, roseau commun et jonc, massette à larges feuilles, carex, renoncule et Iris pseudacorus (ou iris aquatique).
La végétation forestière est constituée de peupliers et de saules.